# Acervulina
Acervulina es un género de foraminífero bentónico de la Familia Acervulinidae, de la Superfamilia Acervulinoidea y del Orden Rotaliida. Su especie-tipo es Acervulina inhaerens. Su rango cronoestratigráfico abarca desde el Mioceno hasta la Actualidad.

## Clasificación
Acervulina incluye a las siguientes especies:
- Acervulina ananas
- Acervulina dudarensis
- Acervulina inhaerens
- Acervulina linearis
- Acervulina mabahethi
- Acervulina ogormani
- Acervulina prima

En Acervulina se ha considerado el siguiente subgénero:
- Acervulina (Ladoronia), aceptado como género Ladoronia